# Фукоза
Фуко́за (6-дезоксигалактоза) — моносахарид, относящийся к дезоксигексозам.

## Нахождение в природе
Входит в состав многих природных соединений, в которых присутствует чаще всего в l-форме (растительные и бактериальные полисахариды; гликопротеиды, в том числе вещества групп крови; олигосахариды молока). d-Фукоза — компонент некоторых растительных гликозидов. Известны ферменты (фукозидазы), отщепляющие остаток фукозы от молекул олигосахаридов.
Полимер фукозы, содержащийся в бурых водорослях и иглокожих, называется фукоидан. Ферменты, расщепляющие фукоидан, называются фукоиданазы или фукоидангидролазы.

## Строение молекулы
Фукоза может существовать в виде α- и β-фукозы:

α-l-фукопираноза
β-l-фукопираноза